# Boinville-le-Gaillard
Boinville-le-Gaillard är en kommun i departementet Yvelines i regionen Île-de-France i norra Frankrike. Kommunen ligger i kantonen Saint-Arnoult-en-Yvelines som tillhör arrondissementet Rambouillet. År 2022 hade Boinville-le-Gaillard 601 invånare.

## Befolkningsutveckling
Antalet invånare i kommunen Boinville-le-Gaillard
| Referens: INSEE |